# ディンガン・トベラ
ディンガン・トベラ（Dingaan Thobela、1966年9月24日 - 2024年4月29日）は、南アフリカ共和国の男子プロボクサー。ハウテン州ソウェト出身。元WBO・WBA世界ライト級王者、元WBC世界スーパーミドル級王者。世界2階級制覇王者。ライト級王座獲得から5階級飛ばしてのスーパーミドル級王座獲得というボクシング史上初の偉業を成し遂げた。

## 来歴
1986年6月28日、スーパーフェザー級でプロデビュー、4回判定勝ちを収め白星でデビューを果たした。
1988年3月7日、トランスバールスーパーフェザー級王座決定戦をゲラルド・イサックスと行い、3回TKO勝ちを収め王座獲得に成功した。
1988年10月1日、南アフリカスーパーフェザー級王者モピセケハヤ・ムバデゥリと対戦し、3回TKO勝ちを収め王座獲得に成功した。

### WBOライト級王座獲得
1990年9月22日、WBO世界ライト級王者マウリシオ・アセベスと対戦し、12回2-1(117-111、115-112、113-114)の判定勝ちを収め王座獲得に成功した。
1991年3月2日、マリオ・マルチネスと対戦し、12回3-0(120-109、118-111、119-111)の判定勝ちを収め初防衛に成功した。
1991年9月24日、元IBF世界フェザー級王者アントニオ・リベラと対戦し、12回3-0(117-112、115-113、118-112)の判定勝ちを収め2度目の防衛に成功した。
試合後WBO世界ライト級王座を返上。

### WBAライト級王座獲得
1993年2月12日、カリフォルニア州サクラメントのアルコ・アリーナでWBA世界ライト級王者トニー・ロペスと対戦し、12回0-3(113-115、2者が114-116)の判定負けを喫し王座獲得に失敗した。
1993年6月26日、トニー・ロペスとダイレクトリマッチで再戦し、12回3-0(2者が116-114、118-112)の判定勝ちを収めリベンジを果たして王座獲得に成功した。
1993年10月30日、オルズベック・ナザロフと対戦。4回にダウンを奪ったが、10回にダウンを奪い返されたのが響き12回0-3(108-118、111-117、114-115)の判定負けを喫し初防衛に失敗し王座から陥落した。
1994年3月19日、オルズベック・ナザロフと再戦し、12回0-3(2者が110-118、111-118)の判定負けを喫し5ヶ月ぶりの王座返り咲きに失敗した。
1998年10月28日、WBCインターナショナルウェルター級王座決定戦を後のWBC世界ウェルター級王者カルロス・バルドミールと対戦し、12回1-1(116-112、113-115、114-114)の三者三様の引き分けに終わり王座獲得に失敗した。
1999年3月6日、IBO世界ウェルター級王者アドリアン・ウォルター・ダネフと対戦し、7回TKO勝ちを収め王座獲得に成功した。
1999年10月31日、WBF世界ミドル級王者コーネリアス・カーと対戦し、12回0-2(114-114、113-117、114-117)の判定負けを喫し王座獲得に失敗した。この敗戦で、トベラは終わったという声が多く限界説が漂い始めた。
2000年2月19日、南アフリカスーパーミドル級王者ソーン・ボーテスと対戦し、12回2-0(115-114、113-111、114-114)の判定勝ちを収め南アフリカ王座2階級制覇を達成した。

### 5階級飛ばしてのスーパーミドル級王座獲得による2階級制覇達成
2000年9月1日、WBC世界スーパーミドル級王者グレン・キャトリーと対戦。限界説がささやかれる中での挑戦となったトベラは、試合決定からメディアやファンから非難の集中砲火を受けた。初めて世界王座を獲得したライト級からスーパーミドル級への5階級を飛ばしての2階級制覇挑戦は無謀との意見が大半を占めた。判定でリードを奪われていた(100-108、103-105、104-104)が、最終12回に残り時間僅かなところで右のロングフックで劇的なダウンを奪って12回2分53秒大逆転KO勝ちを収めボクシング史上初の5階級飛ばしての2階級制覇挑戦という無謀な挑戦を成し遂げた。
2000年12月15日、モントリオールのモルソン・センターでデーブ・ヒルトン・ジュニアと対戦し、12回1-2(111-117、113-115、115-113)の判定負けを喫し初防衛に失敗し王座から陥落した。
2001年11月30日、モルソン・センターでWBC世界スーパーミドル級王者エリック・ルーカスと対戦し、8回2分15秒TKO負けを喫し1年2ヶ月ぶりの王座返り咲きに失敗した。
2002年11月29日、IBA世界スーパーミドル級王座決定戦をミッケル・ケスラーと対戦し、12回0-3(3者とも108-120)の判定負けを喫し王座獲得に失敗した。
2003年11月22日、元WBO世界ミドル級王者オーティス・グラントと対戦。5年振りに復帰したグラントに強打でペースを握られて6回にダウンを奪われる等一方的に支配され、8回0-3(3者共に71-80)の判定負けを喫した。
2004年12月3日、後のIBF世界スーパーミドル級王者ルシアン・ブーテと対戦し、4回1分22秒TKO負けを喫した。この試合を最後に引退を発表した。

### 引退試合
2006年10月27日、2年振りに現役復帰。6年前に勝っている南アフリカライトヘビー級王者ソーン・ボーテスと対戦。当初はライトヘビー級王座をかけた試合だったが、トベラの体重超過によりノンタイトル戦に変更になった。試合は10回終了時棄権によるTKO負けを喫し、試合後に再び引退を表明した。
2024年4月29日、ヨハネスブルグのフラットで遺体が発見された。57歳没。

## 獲得タイトル
- トランスバールスーパーフェザー級王座
- 南アフリカスーパーフェザー級王座
- WBO世界ライト級王座（防衛2=返上）
- WBA世界ライト級王座（防衛0）
- IBO世界ウェルター級王座
- 南アフリカスーパーミドル級王座
- WBC世界スーパーミドル級王座（防衛0）